# Jens Corneliuson
Jens Magnus Corneliuson, född 23 juli 1921 i Göteborgs Annedals församling, Göteborg, död 1 september 2003 i Hovås, Askims församling, Göteborg
, var en svensk tandläkare och botanisk författare.
Han var vid sidan av sitt yrkesarbete amatörbotaniker och amatörspråkforskare. Han utgav ett stort verk om botaniska vetenskapliga namns etymologier. Han var ledamot i styrelsen för Göteborgs botaniska förening.

### Som översättare
- J. E. Zetterstedt, Gotlands bladmossor och levermossor (Musci et hepaticae Gotlandiae)  (översättning från latin 1993)
- Lars M Larsson, Värmlands bergslags flora (översättning från latin 1994)